# Österrike i olympiska vinterspelen 1956
Österrike deltog i olympiska vinterspelen 1956. Österrikes trupp bestod av 60 idrottare varav 50 var män och 10 var kvinnor. Den yngsta av Österrikes deltagare var Ingrid Wendl (15 år, 258 dagar) och den äldsta var Karl Wagner (48 år, 271 dagar).

## Medaljer

### Guld
- Alpin skidåkning
  - Störtlopp herrar: Toni Sailer
  - Slalom herrar: Toni Sailer
  - Storslalom herrar: Toni Sailer
- Konståkning
  - Par: Sissy Schwarz och Kurt Oppelt

### Silver
- Alpin skidåkning
  - Slalom damer: Regina Schöpf
  - Storslalom damer: Josefine "Putzi" Frandl
  - Storslalom herrar: Andreas "Anderl" Molterer

### Brons
- Alpin skidåkning
  - Storslalom herrar: Walter Schuster
  - Störtlopp herrar: Andreas "Anderl" Molterer
  - Storslalom damer: Thea Hochleitner
- Konståkning
  - Singel damer: Ingrid Wendl

## Trupp
- Alpin skidåkning
  - Toni Sailer
  - Andreas "Anderl" Molterer
  - Josefine "Putzi" Frandl
  - Regina Schöpf
  - Thea Hochleitner
  - Walter Schuster
  - Ernst Hinterseer
  - Hilde Hofherr
  - Trude Klecker
  - Josl Rieder
  - Othmar Schneider

- Bob
  - Paul Aste
  - Frank Dominik
  - Heinrich Isser
  - Kurt Loserth
  - Fritz Rursch
  - Karl Schwarzböck
  - Wilfried Thurner
  - Adolf Tonn
  - Karl Wagner

- Längdskidåkning
  - Hermann Mayr
  - Karl Rafreider
  - Josef "Sepp" Schneeberger
  - Oskar Schulz

- Konståkning
  - Kurt Oppelt
  - Sissy Schwarz
  - Ingrid Wendl
  - Hanna Eigel
  - Liesel Ellend
  - Norbert Felsinger
  - Konrad Lienert
  - Hannerl "Hanna" Walter

- Ishockey
  - Adolf Hafner
  - Wolfgang Jöchl
  - Hermann Knoll
  - Kurt Kurz
  - Hans Mössmer
  - Robert Nusser
  - Alfred Püls
  - Franz Potucek
  - Hans Scarsini
  - Wilhelm Schmid
  - Max Singewald
  - Fritz Spielmann
  - Gerhard Springer
  - Konrad Staudinger
  - Hans Wagner
  - Walter Znenahlik
  - Hans Zollner

- Nordisk kombination
  - Willi Egger
  - Leopold Kohl
  - Josef "Sepp" Schiffner

- Backhoppning
  - Sepp Bradl
  - Walter Habersatter
  - Otto Leodolter
  - Rudolf Schweinberger

- Hastighetsåkning på skridskor
  - Ernst Biel
  - Kurt Eminger
  - Arthur Mannsbarth
  - Franz Offenberger